# Daisy (film, 2006)
Pour plus de détails, voir Fiche technique et Distribution.
Daisy (데이지) est un film hongkongo-sud-coréen réalisé par Andrew Lau en 2006.

## Synopsis
Hye Young, jeune femme de 25 ans, est artiste peintre impressionniste, elle vit en Hollande avec son grand-père antiquaire.  Elle attend deux choses : l'ouverture de sa prochaine exposition et l'amour. En attendant elle peint des portraits dans la rue. C'est là qu'elle fait la connaissance de Jeong Woo un policier venu se faire peindre le portrait, apportant avec lui un pot de marguerites (daisy en anglais). Elle croit reconnaitre alors en lui le mystérieux inconnu qui, chaque jour, lui fait livrer un pot de ces fleurs. Mais ce mystérieux admirateur est en fait un tueur professionnel. Et les deux hommes, par amour, vont mentir à la jeune fille…

## Fiche technique
- Titre : Daisy
- Titre original : 데이지
- Réalisation : Andrew Lau
- Musique : Shigeru Umebayashi
- Montage : Kim Sang-bum
- Société de production : I Film et Basic Pictures
- Société de distribution : I Love Cinema
- Pays de production :  Corée du Sud -  Hong Kong
- Langue : coréen
- Genre : Drame, romance, policier
- Durée : 110 minutes
- Sortie : mars 2006

## Distribution
- Jeong Woo-seong
- Jun Ji-hyun
- Cheon Ho-Jin
- Lee Seong-Jae
- David Chiang
- Yu Sun-Cheol
- Dion Lam

## Chanson du thème
Traduction :
Cet amour dont j'ai rêvé est si proche de moi.
Mais je ne peux rien faire d'autre que te regarder sans mots.
Dans cette ville d'étrangers, j'ai vécu jour après jour en peignant l'amour.
Attendant et espérant que tu sois là portant le parfum des marguerites.
Il est trop tard, mais à présent je t'ai enfin reconnu.
Nous n'étions peut-être pas destinés à exister.
Je n'ai jamais voulu laisser cet amour s'envoler.
Mais je suis désolée, je dois te quitter  alors que toi, tu respires toujours.